# Elecciones estatales de Berlín Occidental de 1971
Las elecciones estatales de Berlín Occidental en 1971 se celebraron el 14 de marzo.
El SPD postuló por primera vez al alcalde Klaus Schütz, que había tomado posesión del cargo en 1967.
La CDU postuló por primera vez a Peter Lorenz.
El SPD pudo con el 50,4% de los votos mantener su mayoría absoluta, pero sufrió pérdidas electorales de 6,5 puntos porcentuales. La CDU se incrementó en 5,3 puntos porcentuales, hasta el 38,2% de los votos. El FDP, exsocio de coalición del SPD, se incrementó en 1,3 puntos porcentuales, hasta el 8,4% de los votos.
Klaus Schütz formó un gobierno en mayoría con el SPD, por lo que la CDU y el FDP entraron en la oposición.

## Resultados
Los resultados fueron:
| Elecciones de 1971 | Elecciones de 1971 | Elecciones de 1971 | Elecciones de 1971 | Elecciones de 1971 |
| ------------------ | ------------------ | ------------------ | ------------------ | ------------------ |
| Hab. inscritos     | Hab. inscritos     | 1.652.916          |                    |                    |
| Participación      | Participación      | 1.469.633          | 88,9 %             |                    |
|                    | SPD                | 730.240            | 50,4 %             | 73 escaños         |
|                    | CDU                | 553.422            | 38,2 %             | 54 escaños         |
|                    | FDP                | 122.310            | 8,5 %              | 11 escaños         |
|                    | SEW                | 33.845             | 2,3 %              | —                  |
|                    | AUD                | 9.136              | 0,6 %              | —                  |
| Total              | Total              |                    | 100,0 %            | 138 esscaños       |